# سمامة الشجر المتوجة
سمامة الشجر المتوجة (الاسم العلمي: Hemiprocne coronata) هو نوع من فصيلة سمامة الشجر.